# Les Pales (l'Hostal Roig)
Les Pales és un conjunt de pales del terme municipal de Gavet de la Conca, al Pallars Jussà, en el territori de l'antic terme de Sant Salvador de Toló. Són al vessant septentrional del Montsec de Rúbies, a força alçada, al nord-est del Puig del Camí Ramader i al nord-oest del Pas de les Eugues. És al sud-oest, per damunt, de l'Hostal Roig.